# اینسا کورکماز
اینسا کورکماز (انگلیسی: Inessa Korkmaz؛ زادهٔ ۱۷ ژانویهٔ ۱۹۷۲) بازیکن والیبال اهل روسیه است.
از باشگاه‌هایی که در آن بازی کرده‌است می‌توان به آزرایل باکو اشاره کرد.